# Bandurria
La bandurria es un instrumento de cuerda pulsada y pertenece a la familia del laúd español. Su origen proviene, tanto en lo etimológico como en el formato del instrumento, de la pandura griega (Πανδούρα, que significa literalmente Pandora, muy probable relación con la mitología), un novedoso instrumento cordófono con mástil que permitía utilizar tanto los tonos naturales como los semitonos, utilizado en la Antigua Grecia en el siglo VI a. C., con antecedente en el período micénico. La familia de este instrumento español es la familia del laúd español-bandurrias.  En esta familia aparecen cinco instrumentos (bandurria soprano, bandurria contralto, bandurria tenor, bandurria bajo y bandurria contrabajo), aunque solo se han extendido en uso los tres primeros. A la bandurria tenor también se le llama laúd, pero realmente es un nombre popular. Se le llamaba nuevo laúd a principios del siglo XX porque sus formas y sonido querían recordar a aquel instrumento del Barroco, pero realmente no pertenecen a la misma familia de instrumentos. La bandurria tenor tiene una forma muy similar al laúd, pero con el mástil más corto y el cuerpo más redondeado, aunque el fondo del instrumento, como en la guitarra, es plano, al igual que el del laúd y a diferencia del laúd barroco, con el que no tiene parentesco, ya que está abombado.

## Características
Se toca con púa de concha o de cuerno de búfalo aunque en la actualidad se utilizan púas de plástico que tienen distintos grosores.
Las púas más usuales se moldean a gusto del ejecutante. Las formas más utilizadas son de gota de agua, triangular y doble punta.
Tiene doce cuerdas (seis pares): seis de tripa y seis entorchadas, aunque las bandurrias modernas suelen montar los dos primeros pares metálicos y los cuatro últimos pares entorchados. Las cuerdas entorchadas pueden tener el alma de acero o de nailon como las de guitarra actuales. 
Su afinación más habitual, del primer al sexto par, es la-mi-si-fa#-do#-sol#. 
Se usa en coros y en música popular. Es imprescindible en una tuna universitaria y en orquestas de pulso y púa. A pesar de lo que se piensa de forma generalizada, también se emplea para interpretar música académica. Se estudia desde unos años a nivel superior en Conservatorios de música como el de Murcia.

## Historia
Una de las teorías existentes sobre la bandurria data el origen de este instrumento en torno al 400 d. C. La bandurria, como la mayoría de los instrumentos con mástil y trastes, pese a tener leves modificaciones, derivan de la pandura griega (que a su vez proviene de la pandura micénica de Anatolia, ya utilizada en la Edad del Bronce. También lo adaptó a su vida cotidiana la civilización babilónica, cuando entró en contacto con los egipcios.
La bandurria fue importada por los romanos a todos los países del sur de Europa. Al producirse el contacto entre estos pueblos mediterráneos con la civilización árabe y bereber, la pandura se fusionó con el quipus árabe y el carrara bereber, dando lugar a los primeros pasos de la bandurria.[cita requerida]

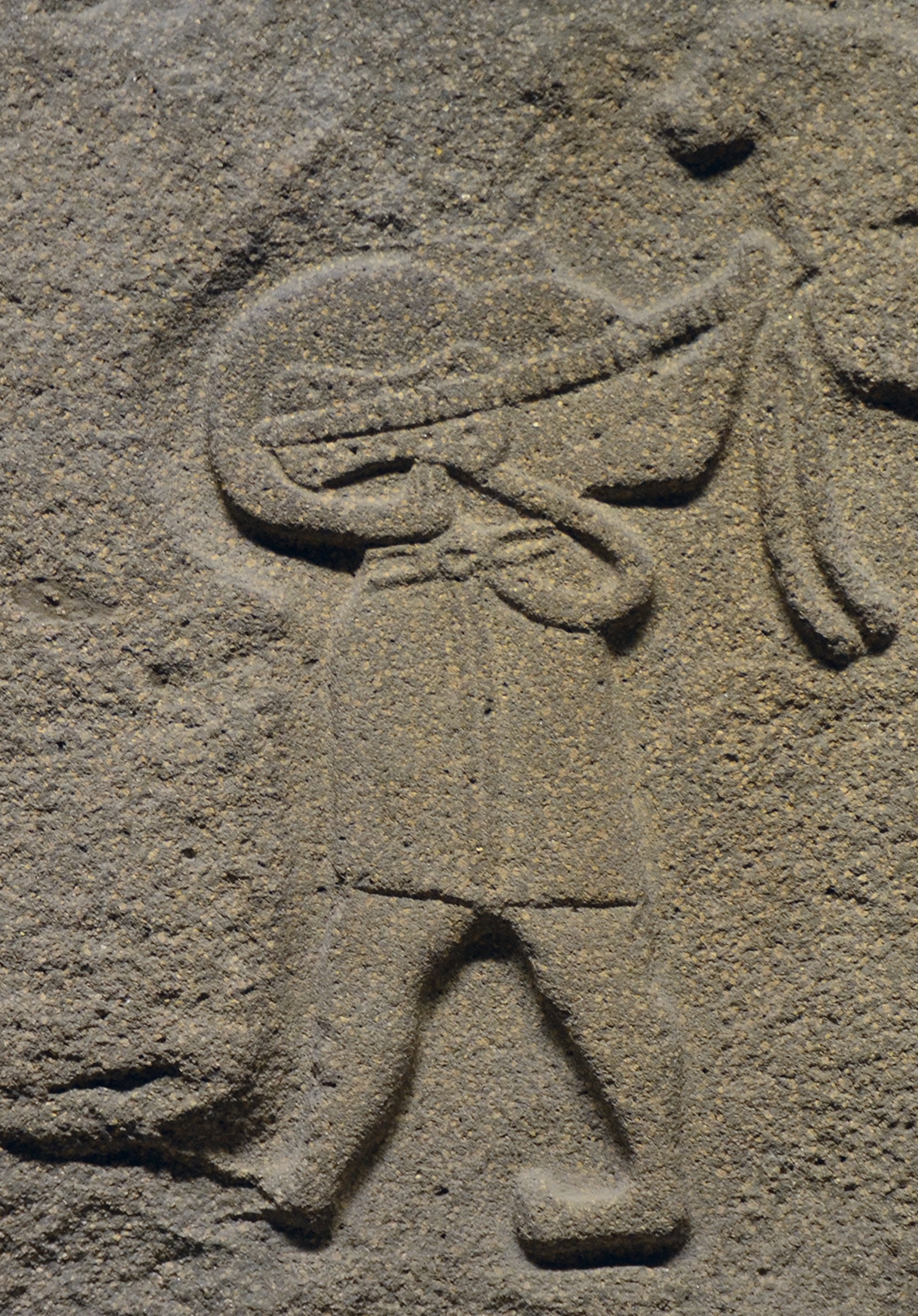
Laúd hitita de Alacahöyük, en la península de Anatolia, siglo XIV a.C. Este instrumento tiene características en común con el laúd egipcio; el laúd egipcio se tocaba en Grecia (siglo V a.C.) y se ha asociado con la pandura.

En Europa este instrumento solo lo encontramos en España. En especial, forma parte del folclore aragonés, castellano, murciano, extremeño, en partes de Andalucía, en Navarra, Valencia, Baleares y también tiene amplia difusión en Canarias.
Durante la colonización española, este instrumento musical se difundió por varios países de Hispanoamérica (región actual), llegando a países como: Perú, Colombia, Venezuela, Ecuador, Chile, etc. Durante este periplo influyó en la formación de nuevos cordófonos y en el desarrollo de un nuevo tipo de bandurria, de origen suramericano, la (bandurria/) bandola andina. También se asentó por influencia española en Filipinas, en el continente asiático.
La bandurria tenía al principio tres cuerdas, que pasaron a ser cinco dobles en el siglo XVIII. A estas diez cuerdas, a mediados de siglo, se les añadió una nueva cuerda doble, la más grave.
Durante el siglo XIX la bandurria varió su forma, dando origen a la bandurria tal cual la conocemos hoy.

## Conservatorios en España
- Conservatorio Profesional de Música de La Rioja
- Conservatorio Profesional de Música de Murcia.
- Conservatorio Profesional de Música de Campo de Criptana - Alcázar de San Juan.
- Conservatorio Profesional de Música "Arturo Soria" de Madrid.
- Conservatorio Profesional de Música de Zaragoza.
- Conservatorio Profesional de Música de Las Palmas de Gran Canaria
- Conservatorio Profesional de Música "Guitarrista José Tomás" de Alicante.
- Conservatorio Profesional de Música "García Matos" de Plasencia.
- Conservatorio Profesional de Música "Pablo Sorozábal" de Puertollano.
- Conservatorio Superior de Música de Murcia.
- Conservatorio Superior de Música de Aragón.